# Smołdzino (gemeente)
De gemeente Smołdzino is een landgemeente in het Poolse woiwodschap Pommeren, in powiat Słupski.
De gemeente bestaat uit 16 administratieve plaatsen solectwo: Bukowa, Człuchy, Czysta, Gardna Mała, Gardna Wielka, Kluki, Komnino, Łokciowe, Retowo, Siecie, Smołdzino, Smołdziński Las, Stojcino, Wierzchocino, Witkowo, Żelazo
De zetel van de gemeente is in Smołdzino.
Op 30 juni 2004 telde de gemeente 3495 inwoners.

## Oppervlakte gegevens
In 2002 bedroeg de totale oppervlakte van gemeente Smołdzino 257,24 km², waarvan:
- agrarisch gebied: 29%
- bossen: 25%

De gemeente beslaat 11,16% van de totale oppervlakte van de powiat.

## Demografie
Stand op 30 juni 2004:
| Omschrijving                   | Totaal | Totaal | Vrouwen | Vrouwen | Mannen | Mannen |
| ------------------------------ | ------ | ------ | ------- | ------- | ------ | ------ |
| eenheid                        | aantal | %      | aantal  | %       | aantal | %      |
| inwoners                       | 3495   | 100    | 1748    | 50      | 1747   | 50     |
| bevolkingsdichtheid (inw./km²) | 13,6   | 13,6   | 6,8     | 6,8     | 6,8    | 6,8    |

In 2002 bedroeg het gemiddelde inkomen per inwoner 1514,37 zł.

## Plaatsen in gemeente Smołdzino
- Czołpino
- Kluki
- Smołdzino

## Aangrenzende gemeenten
Główczyce, Łeba, Słupsk, Ustka, Wicko. De gemeente grenst aan de Oostzee.